# Fujiwarara
× Fujiwarara, (abreviado Bkch) en el comercio, es un híbrido intergenérico entre los géneros de orquídeas Brassavola × Cattleya × Laeliopsis. Fue publicado en Orchid Rev. 71(838) noh: 3 (1963).